# Rhytidoponera taurus
Rhytidoponera taurus é uma espécie de formiga do gênero Rhytidoponera.